# Exocentrus sjostedti
Exocentrus sjostedti là một loài bọ cánh cứng trong họ Cerambycidae.